# Ciutat: revista mensual
Ciutat: revista mensual és una revista catalana publicada a Terrassa entre 1910 i 1911. La distribució i fabricació estava a càrrec de Marcet i Figueres. La redacció i administració estava situada al carrer St Joan 14, a Terrassa. Josep Freixa i Peré va ser l'administrador de la redacció. Se’n van treure un total de 18 exemplars, publicant-ne 1 cada més durant l'any 1910, i 6 l'any 1911, fins al juny. En formaven part diversos col·laboradors, que publicaven mensualment els seus millors articles. L'objectiu de la revista era crear una “ciutat” bella, culta i forta com havia somiat el poeta Jacint Verdaguer, i la ciutat escollida va ser Terrassa.
L'estructura de cada revista es conformava per diverses parts: el sumari - on s'exposen totes les persones que col·laboren en la creació d'aquell número, i els títols de cadascun dels treballs que s'inclouen - seguit de diversos articles de temes diferents, la bibliografia, i per acabar, les cròniques i comentaris. A més d'articles, també hi havia poemes o cançons en la revista. Ciutat: revista mensual, comptava amb una llargada d'unes 16 pàgines aproximadament en cada número, però podia haver-hi alguna variació. La capçalera era un dibuix de Vila i el format era de 235x195 mm.
Cada número tractava sobre temes diversos. No obstant, com bé es diu, és una revista mensual d'arts, ciències i literatura. Per això, aquests són els temes que més predominaven (per exemple fer comprendre l'art a la població).
La subscripció era un total d'una pesseta cada trimestre, i cinquanta cèntims cada número venut. Per la resta d'Espanya, costava un total de 4,5 pessetes l'any, i a l'estranger 5 pessetes.

## Història

### Naixement
El primer número de la revista es va treure el gener de 1910, i va ser tan ben rebut, que no es van poder servir totes les demandes. Això representava l'acolliment per part de la població per aixecar una ciutat futura. Les col·laboracions eren nombroses i escollides. El principal motiu de la revista era perpetuar en la memòria la figura d'en Francesc Torres, amb un homenatge que deixes ben perpetuada la seva obra. Destaca Alexandre Galí, que va ser l'ànima d'aquesta publicació dedicada a l'art en el més vast sentit del mot.
A partir de l'any II va canviar-se el nom a Revista mensual d'Arts, Ciències i Literatura. D'altra banda, en el número 11, destaca el fet que hi havia tant d'excés d'original, que la revisa va haver d'enretirar algunes cròniques molt importants i procurar-les en un altre número. El número 12, el del de desembre de 1910, va ser molt important, anomenant-se “Ciutat-Nadal” i comptava amb la participació d'increïbles autors com, per exemple, Joan Maragall. El preu d'aquest exemplar va ser d'una pesseta i va tenir molt d'èxit.
Un cop la revista va fer un any, el gener de 1911, el número que es va treure reflexionava sobre el camí de la revista. Es parlava sobre el “creure i pràctica”, dient que allò era només un inici, que no estaven contents amb la seva obra, però l'estimaven perquè l'havien fet amb amor, cura i perfecció. En aquest número, es volia meditar i examinar, però sobretot continuar cap endavant.

### Final
En l'últim número es diu que un dels col·laboradors, Joan Llongueras, que sempre ho ha donat tot per les seves obres i Terrassa, marxa a Alemanya a estudiar i deixa en la seva absència al llibre d'ínfimes cròniques. A més, diu que el que ha de passar aviat és: excavacions a Sant Pere, exposició i catàleg de les obres de Francesc Torras, s'ha de fer el museu, la biblioteca, i el Parc de Sanitat, l'Escola Vallparadís i la revista de ciències del Centre Excursionista que s'anaven resolent amb evidència.

## Altres estudiosos terrassencs
Cal mencionar a altres escriptors terrassencs com, Maria Coll i Calvo, una bibliotecària i mestre catalana. Va ser directora de la Xarxa de Biblioteques de Terrassa, i ha escrit alguns articles sobre la història de la ciutat de Terrassa. A més, va treballar a la Biblioteca Soler i Palet, i per aquest motiu, destaquem la seva obra Aportació per una bibliografia terrassenca, ampliada més tard amb la Bibliografia Terrassenca. L'objectiu d'aquest últim escrit, era explicar i mencionar el que s'ha escrit i publicat a la ciutat de Terrassa fins principis de l'any 1987.

## Relació de directors i col·laboradors
La revista va comptar amb l'ajuda de molts col·laboradors, que donaven les seves creacions pel desenvolupament i el prestigi de Ciutat: Revista Mensual. Alguns d'ells són: A. Galí, Chirón, R. Rucabado Comerma, Rafael Benet i Vancells, Fidias, Mestre PuK, Juno d'Argos, Joan Llongueras etc. ; il·lustradors: Josep i Joan Llimona, F. Galí, etc. Respecte l'administrador de la redacció, la persona que s'encarregava es deia Josep Freixa i Peré.
A continuació, un índex dels autors que han participat en la revista:
| Mesos         | Número revista | Autor i títol |
| ------------- | -------------- | --- |
| Gener 1910    | 1              | 1. «Començ», per la Redacció 2. «Un assaig sobre el contingut pragmátic de la Cultura», R. Rucabado Comerma. 3. «Als Companys de Ciutat», Dupte», J. Carné i Martí. 4. «Evocació». J. Llongueras. 5. «El Plany del poeta i mon clam», Juno de Argos. 6. «***», P. Galí Guix. 7. Un diumenge á Ciutat», Va-nesllec. 8. «Les noves ma res», Miquel Guarro. 9. «Anatema», dibuix al carbó de J. Vancells |
| Febrer 1910   | 2              | 1. «De Homenatge á Francesc Torres», Juno d' Argos. 2. «Eterodoxes», Gladius. 3. «L estel ab qua», E. Ferrer i Dalmau. 4. «Entorn de Salomé», Martí Alegre. 5. «Cançó», J. M. Lopez Picó. 6. «La noia mimada», No-nat. 7. «Dibuix», Josep Llimona i «Dibuix», Jacob |
| Març 1910     | 3              | 1. «Estética Popular», Permesso. 2. «La Tradició», Gladius. 3. «De política social», Álvar Vinyals. 4. «Impressions», Juli Bassols. 5. «Música», J, C. i M. 6. «Estan de Carançá», Pere Viver |
| Abril 1910    | 4              | 1. «L'Homenatge de la Ciutat», Josep Rigol. 2. «Una casa viventa», Gladius. 3. «A -àtlet 'Fre, tites mans», Guerau de Liost. 4. «Per Ciutat›, J. Maragall. 5. «On se parla d` una grossa malifeta del vell hivern», Mestre Puk. 6. «Sonet», Alexandre Galí. 7. «La Torre del Poble», Permesso. 8. «Urbicaria», Chirón. 9. «Petites imatges i Abstraccións», Fidias. 10. «De la montanya», Manel Pugés. 11. «Sobre el massa vell i vell», D. Bahlrühs. 12. «Incoerencies», Sául. 13. «Bibliografia» J. C. 14. «Exelcior», Francesc Galí. |
| Maig 1910     | 5              | 1. «De lo classic en l'art i de lo externament classic» Rafel Benet i Vancells. 2. «Blasme del Cinematógraf», Gladius. 3. «Pluja de pensaments», Carme Karr. 4. «A María regina de poetes», Josep Carner. 5. «Petites imatges i Abstraccions», Fidias. 6. «Paraules», Permesso. 7. «Mon pobre amic», J. Ribera Font. 8. «Urbicaria», Chirón. 9. «Retrat de Cav. Peipoch», J. Aragay. |
| Juny 1910     | 6              | 1. «Els fills», Eugeni d' Ors. 2. «Retrats....» Gladius. 3. «Sonet», J. Ribera Font. 4. «Parlém de Bernard Shaw», Martí Alegre. 5. «Sonet», Manel Pugés. 6. «L'Estudiant», Fidias. 7. «Art decoratiu», Victor Masriera. 8. «Incoerencies», Saul. 9. «Cançons», Josep Lleonart. 10. «Paisatge», Tomás Viver |
| Juliol 1910   | 7              | 1. «La Schola Coral triomfanta», Rafel Benet Vancells. 2. «Elogi del Poeta Josep Maria López Picó», Gladius. 3. «Meditació», Joaquim Folc i Torres. 4. «Llissó de Dijous Sant», Alexandre Galí. 5. «La Claritat i la velocitat contribuint á la realisació de 'I ideal», Mario Coll. 6. «Els bons dies á la petita amiga», Joan Llongueras. 7. «De lo útil en art», J. Carné i Martí. 8. «El senyor Marcelino», Ras. 9. «Confe rencia d' en Rafel Benet», J. F. C. 10. «L. Rawlíns», LI. Planella |
| Agost 1910    | 8              | 1. «De re artistica», Rafel Benet i Vancells. 2. «Cant de Joventut», Mestre Plik. 3. «La conquesta de l'Europa ó els catalans á l'extranger», Gladius. 4. «Adagio d'istiu» i «Clara la petita estiuejadora». Fidias. 5. «Cultura teatral», J. Carne Martí. 6. «Escoles i educadors», Chiron. 7. «Epístola» Alexandre Galí. 8. «La Estiuejada», Ras. |
| Setembre 1910 | 9              | 1. «Els que saben i els que influeixen» Eladi Homs. 2. «Kinderliteratur» versus «Schundlite ratur», Gladlus. 3. «Setembral» i «Bon vi», Miquel Guarro. 4. «Scherzo Autompnal» Alexandre Galí. 5. «De la vida de l'esperit», Mario Coll. 6. «D'aquí á allá i d'allá á aquí», Chiron. 7. «*». Sandy 8. «Una hora al Luxemburg», Alfons Maseras. 9. «Coses» Permesso 10. «Ex libris» Jaume Llongueras. |
| Octubre 1910  | 10             | 1. «En que la Ciutat, al arribar el segon temps, va á veure á Don Venancio», Alexandre Galí. 2. «Derrera les reixes», Gladius. 3. «A Maria Claramunt». J. M.' Lopez Picó. 4. «El bell diumenge» i «Balades d' autompne>, Fidias. 5. «L'obra d' art», Mario Coll. 6. «Clara», Joan Llongueras. 7. «On se parla del Ilagost de egoisme i del balsam de caritat ihumilesa», Rafel Benet i Vancells. 8. «La voluntat com á dominadora de la forsa en no saltres mateixos», J. Carné i Marti. 9. «Pensaments d' en Gcethe», Traducció d'en Joan Maragall. 10. «Caballer». Josep Aragay |
| Novembre 1910 | 11             | 1. «A la memoria del Dr. Robert», J. Benet. 2. «Vive l amour», Gladius. 3. «Lied», Miquel Guarro. 4. «Del Dret á la Bellesa», Josep M. Bassols. 5. «Papers vells meus», Alexandre Gati. 6. «Homenatge a en Guanyabens», E. Verhaeren. 7. «Oració tardoral», Josep Massó Ventós. 8. «Sonet», P. Galí Guks 9. «Vindrán al cap d' avall», Chiron. 10. «El malaguanyat Casellas i l'obra del nostre Torras», Joan Llongueras. 11. «Gravat dibuix» d'en Joan Llimona. |
| Desembre 1910 | 12             | 1. «Botticini» (Tricromía) 2. «Presentació» Alexandre Galí. 3. «En una casa nova» Joan Maragall, 4. «La medalla de Alegría» Mossen Ramon Garriga. 5. «Bocet de la Madona» Miquel Angel 6. «Mala nit» Alexandre Gali. 7. «Els visitants de ma cambra» Eladi Homs 8. «El gegant la princesa» J. Farran i Mayoral. 9. «Cap de noya» Joan Lli :mona, 10. «L'amor a l'ofici - Bernard Palissy» Eugeni d' Ors. 11. «Escenes d' infants» Manuel de Montoliu. 12. «Poble de Mora. Rafel Benet 13. «Una observació» Joaquim Ruyra. 14. «Abraham Lincoln noy» Ramon Rucabado Comerma (Gladius) 15. «Retrat de nena» Francesc Torras 16. «***» Josep M.° López Picó. 17. «Arri, Arri caballet» Música d'en Enric Morera. Lletra i notes explicatives d' en Joan Llongueras. 18. «Els Reis» Josep Aragay 19. «Blancaneu» Rafel Benet Vancells |
| Gener 1911    | 13             | 1. «Els dolsos dibuixos de Torné Esquius» Gladius. 2. «A una soperba dona bella» John Mill. 3. «Les oques» Pere Corominas. 4. «La cansó popular russa» R. Benezech 5. «De les arts i dels Artistes». Exposició Smith, Albeniz, Andreu, Nestor. Fidias 6. «Cróniques Musicals» Lisandre. 7. «Retrat d'en Eugeni d' Ors» Josep Clarà |
| Febrer 1911   | 14             | 1. «L'actuació de la joventut á la política» Jaume Bofill i Matas. 2. «El blasme del domino» Gladius 3. «La borronada dels arbres» Eladi Homs. 4. «Estances» Alexandre Plana. 5. «Estances elegiaques» Lluis Valery. 6. «Introducció al Humanisme» Alexandre Galí 7. «Disquisicions sobre Pedagogía en Art-Introducció» Rafel Benet Vancells. 8. «La mort d' en Isidre Nonell» Fidias. 9. «L' almanac dels noucentistes» J. Ll. 10. «Cróniques Musicals» Lisandre. 11. «Buxeda» Ivo Pascual. |
| Març 1911     | 15             | 1. «Del Curs Miquel-Angel» Alexandre Galí 2. «Presentació de Miquel-Angel» Fragment de la primera conferència de Josep Lleonart. 3. «Lletra de Gladius periodista i ciutadá de la Terra, Mestre Aurelius Pulverus, astrónom i ciutadá del Cosmos» Gladius. 4. «De la incomparable puntualitat de Horta» Chiron 5. «Noces de Papellona» M. Bouchor 6. «Disquisicions pedagógiques en Art: del llógic procés sintetic» Rafel Benet Vancells. 7. «Estudi» Isidre Nonell |
| Abril 1911    | 16             | 1. «Les llissons de Miquel Angel» Alexandre Gali 2. «Crítica del Renaixement á Italia» josep Lleonart 3. «Amagatalls de Romanticisme» Gladius 4. «La Finalitat del llegir» D. Bahlrühs 5. «Teatre grec antic» Martí Alegre. 6. «Especialisemnos» D. Badrinas i Escudé 7. «Un nou llibre d'en josep Carner 8. «Disquisicions pedagogiques en Art: Del llogic procés sintétic» Rafel Benet Vancells |
| Maig 1911     | 17             | 1. «Home neutre», Gladius 2. «Escolium» d'Alexandre Galí 3. «Poema de la Germana Imaginaria» de Josep M.' López Picó 4. «Notes de viatje» R.Rucabado 5. «So nets» de Lluís Valery 6. «Un altre Ilibre de Mossen Ramon Garriga i Boxader» G. 7. «L' abella» de Mossen Ramon Garriga y Boixader. 8. «Gravat-dibuix» de Torné Esquius |